# 城納一昭
城納 一昭（じょうのう かずあき、1947年9月1日 - ）は、日本の地方自治体広島県の元行政公務員。広島県副知事などを歴任した。県庁退職後、広島の自動車会社マツダ株式会社取締役。

## 来歴

### 生い立ち
1947年9月生れ、神奈川大学法学部卒業後、広島県庁入庁、総務部部長を経て広島県副知事（平成19年4月1日～平成23年3月31日）、地方分権改革、行財政改革など「元気な広島県」づくりに取り組む。2015年よりマツダ取締役。

### 略歴
- 昭和22年（1947年）9月1日 島根県生まれ
- 昭和45年（1970年）3月 神奈川大学法学部卒業
- 昭和45年（1970年）4月 広島県庁 入庁
- 平成17年（2005年）4月 広島県庁 総務企画部長
- 平成18年（2006年）4月 広島県庁 総務部長
- 平成19年（2007年）4月 広島県 副知事
- 平成26年（2014年）4月 広島県農業協同組合中央会 顧問
- 平成27年（2015年）6月 マツダ株式会社　取締役(現)
- 平成30年（2018年）4月 瑞宝中綬章受章